# Protacheron westermanni
Protacheron westermanni är en insektsart som beskrevs av Peter Esben-Petersen 1933. 
Protacheron westermanni ingår i släktet Protacheron och familjen fjärilsländor. Inga underarter finns listade i Catalogue of Life.